# Candeias (Minas Gerais)
Candeias is een gemeente in de Braziliaanse deelstaat Minas Gerais. De gemeente telt 16.281 inwoners (schatting 2009).

## Aangrenzende gemeenten
De gemeente grenst aan Camacho, Campo Belo, Cristais, Formiga, Santana do Jacaré en São Francisco de Paula.